# Максимум науки
Максимум науки: Эксперименты с размахом — канадский детский телесериал, премьера которого состоялась в программном блоке Tvontario TVOKids в 2015 году. Ведущий Фил Маккордик рассказывает зрителям о науке с помощью крупномасштабных экспериментов, демонстрирующих научные принципы.
В сериале также есть интерактивный онлайн-компонент.
Сериал получил три награды Canadian Screen Awards на 5-й премии Canadian Screen Awards в 2017 году и 6-й премии Canadian Screen Awards в 2018 году за лучшую детскую или молодёжную научно-популярную программу и лучший кроссплатформенный цифровой проект.